# Lista primarilor din Piatra Neamț
Aceasta este o listă cu primarii municipiului Piatra Neamț:

## Perioada Regatului României
- Dimitrie Șoarec 1864-1866
- Ulise Miloș 1866-1867
- Constantin V. Andrieș 1867-1868; 1899-1901 (PC)
- Costache Vasiliu 1868-1869
- Costache Popovici- Moțoc 1869-1874
- Vasile Nădejde 1875-1876
- Dima Costinescu 1876 (PNL)
- Constantin Șoarec 1876-1879 (PNL)
- Grigore Isăcescu 1878 (PC)
- Theodor Dornescu 1878-1887 (PNL)
- Mihail L. Adamescu 1882, 1888-1891; 1896-1897 (PNL)
- Ioan D. Ioaniu 1897-1899 (P.L)
- Dimitrie Corbu 1899; 1905; 1907; 1913 (PCJ)
- Manolache Albu 1891-1895 (PC)
- Nicu Albu (1901-1904[1]) și 1907[1]
- Nicu N. Ioaniu 1907-1911 (PC)
- Gheorghe Văsescu 1911-1912 (PC)
- Dimitrie Hogea 1914-1918 (PNL)

## Perioada comunistă
Dumitru Batin
- Vasile Bălan
- Constantin Dospinescu (1980-1984)[2]
- Gheorghe Munteanu     1985 -1989

## Perioada post-comunistă
Marinel Burduja   1990
Mihai Zachia    1990-1991
Emil Antohi    1991-1992
Gheorghe Ocneanu     (1992-1996)
Ion Rotaru     (1996-2004)
Gheorghe Ștefan   (2004-2014)- PD-L
Dragoș Chitic   (2016-2020)- PNL, PMP
Andrei Carabelea (2020-2024)- PNL
Adrian Niță (2024-prezent)- PSD